# José Henrique
Pour les articles homonymes, voir Henrique.
José Henrique est un footballeur portugais, né le 18 mai 1943 à Arrentela, quartier de Seixal. Il évoluait au poste de gardien de but.

## Carrière

### Joueur
José commence le football dans sa paroisse de Arrentela, près de Seixal dans la région de Setúbal. À ses 14 ans, il rentre dans le petit club de sa paroisse l'Atlético Clube de Arrentela, il y reste pendant deux années. En 1959, toujours chez les jeunes un nouvel élan dans sa carrière, il part pour le Benfica Lisbonne pour poursuivre sa formation.
En 1961, José rentre chez les pros, et tente sa chance du côté du Amora FC. Il y reste trois saisons, et dispute la 3e division. Grâce à lui, son club fait des bonnes saisons en haut du tableau, sans parvenir à monter d'une division.
Avec ses belles performances, c'est le club de Seixal qui vient le dénicher, et passe sa première saison pro, sa toute première en première division. Il y dispute 13 rencontres avant de partir à nouveau.
Par la suite, il part du côté de l'Atlético qui joue alors en deuxième division, il est l'un des acteurs de la montée de l'Atlético dans l'élite du football portugais.
Le grand du Portugal, le Benfica Lisbonne vient le recruter pendant la saison 1966/1967, sa première saison il ne joue pas, mais la deuxième il joue 26 matchs avec le club de Lisbonne. Au total, il y reste 13 ans au club en jouant 213 matches au total. Il fait partie des « joueurs en or » du Benfica, sur la scène nationale et internationale (car à cette époque le Benfica obtient une place de finaliste en Coupe des clubs champions européens 1968/69). Il y a gagné de nombreux trophées, ce qui lui a valu d'être appelé en équipe du Portugal pendant la saison 1969/1970. Il perd sa place de titulaire pendant les saisons 1976/1977, 1977/1978 et 1979/1980, ce qui lui a valu de partir dans un autre club.
Il se relance après 13 années du côté de Lisbonne, cette fois-ci il part en Madère, il y reste deux saisons, il dispute la 2e division, et joue une cinquantaine de matches durant ces deux saisons avec le CD Nacional.
Sa dernière saison est du côté de Covilhã, il y dispute une seule saison avant de mettre un terme à sa carrière de footballeur.

### Statistiques en joueur
| Saison                | Club                  | Championnat           | Championnat | Championnat | Coupe(s) nationale(s) | Coupe(s) nationale(s) | Compétition(s) continentale(s) | Compétition(s) continentale(s) | Compétition(s) continentale(s) | Sélection | Sélection | Sélection | Total | Total |
| Saison                | Club                  | Division              | M.          | B.          | M.                    | B.                    | Comp.                          | M.                             | B.                             | Équipe    | M.        | B.        | M.    | B.    |
| 1961-1962             | Amora FC              | 3                     | -           | -           | -                     | -                     | -                              | -                              | -                              | -         | -         | -         | 0     | 0     |
| 1962-1963             | Amora FC              | 3                     | -           | -           | -                     | -                     | -                              | -                              | -                              | -         | -         | -         | 0     | 0     |
| 1963-1964             | Amora FC              | 3                     | -           | -           | -                     | -                     | -                              | -                              | -                              | -         | -         | -         | 0     | 0     |
| Sous-total            | Sous-total            | Sous-total            | -           | -           | -                     | -                     | -                              | -                              | -                              | -         | -         | -         | 0     | 0     |
| 1964-1965             | Seixal FC             | 1                     | 13          | -           | -                     | -                     | -                              | -                              | -                              | -         | -         | -         | 13    | 0     |
| Sous-total            | Sous-total            | Sous-total            | 13          | -           | -                     | -                     | -                              | -                              | -                              | -         | -         | -         | 13    | 0     |
| 1965-1966             | Atlético Lisbonne     | 2                     | -           | -           | -                     | -                     | -                              | -                              | -                              | -         | -         | -         | 0     | 0     |
| Sous-total            | Sous-total            | Sous-total            | -           | -           | -                     | -                     | -                              | -                              | -                              | -         | -         | -         | 0     | 0     |
| 1966-1967             | Benfica Lisbonne      | 1                     | 0           | 0           | -                     | -                     | C3                             | -                              | -                              | -         | -         | -         | 0     | 0     |
| 1967-1968             | Benfica Lisbonne      | 1                     | 26          | -19         | -                     | -                     | C1                             | -                              | -                              | -         | -         | -         | 26    | -19   |
| 1968-1969             | Benfica Lisbonne      | 1                     | 24          | -           | -                     | -                     | C1                             | -                              | -                              | -         | -         | -         | 24    | 0     |
| 1969-1970             | Benfica Lisbonne      | 1                     | 20          | -           | -                     | -                     | C1                             | -                              | -                              | Portugal  | 1         | -1        | 21    | -1    |
| 1970-1971             | Benfica Lisbonne      | 1                     | 26          | -17         | -                     | -                     | C2                             | -                              | -                              | -         | -         | -         | 26    | -17   |
| 1971-1972             | Benfica Lisbonne      | 1                     | 30          | -16         | -                     | -                     | C1                             | -                              | -                              | -         | -         | -         | 30    | -16   |
| 1972-1973             | Benfica Lisbonne      | 1                     | 30          | -13         | -                     | -                     | C1                             | -                              | -                              | Portugal  | 10        | -5        | 40    | -18   |
| 1973-1974             | Benfica Lisbonne      | 1                     | 22          | -           | -                     | -                     | C1                             | -                              | -                              | Portugal  | 4         | -6        | 26    | -6    |
| 1974-1975             | Benfica Lisbonne      | 1                     | 16          | -           | -                     | -                     | C2                             | -                              | -                              | -         | -         | -         | 16    | 0     |
| 1975-1976             | Benfica Lisbonne      | 1                     | 17          | -           | -                     | -                     | C1                             | -                              | -                              | -         | -         | -         | 17    | 0     |
| 1976-1977             | Benfica Lisbonne      | 1                     | 3           | -           | -                     | -                     | C1                             | -                              | -                              | -         | -         | -         | 3     | 0     |
| 1977-1978             | Benfica Lisbonne      | 1                     | 0           | 0           | -                     | -                     | C1                             | -                              | -                              | -         | -         | -         | 0     | 0     |
| 1978-1979             | Benfica Lisbonne      | 1                     | 3           | -           | -                     | -                     | C3                             | -                              | -                              | -         | -         | -         | 3     | 0     |
| Sous-total            | Sous-total            | Sous-total            | 217         | -           | -                     | -                     | -                              | -                              | -                              | -         | 15        | -12       | 232   | -12   |
| 1979-1980             | CD Nacional           | 2                     | 30          | -23         | -                     | -                     | -                              | -                              | -                              | -         | -         | -         | 30    | -23   |
| 1980-1981             | CD Nacional           | 2                     | 20          | -           | -                     | -                     | -                              | -                              | -                              | -         | -         | -         | 20    | 0     |
| Sous-total            | Sous-total            | Sous-total            | 50          | -           | -                     | -                     | -                              | -                              | -                              | -         | -         | -         | 50    | 0     |
| 1981-1982             | Sporting Covilhã      | 2                     | -           | -           | -                     | -                     | -                              | -                              | -                              | -         | -         | -         | 0     | 0     |
| Sous-total            | Sous-total            | Sous-total            | -           | -           | -                     | -                     | -                              | -                              | -                              | -         | -         | -         | 0     | 0     |
| Total sur la carrière | Total sur la carrière | Total sur la carrière | 280         | -88         | -                     | -                     | -                              | -                              | -                              | -         | 15        | -12       | 295   | -100  |

### Entraîneur
Pendant la saison 2009/2010, il fait son grand retour à Benfica. Il occupe un poste, le poste d'entraîneur des gardiens avec les moins de 19 ans qu'il occupe pendant deux saisons. Après son rôle d'entraîneur de gardien, il prend cette fois ci le poste de coordonnateur technique toujours avec les moins de 19 ans du Benfica Lisbonne.

## En sélection nationale
José est appelé pour sa première sélection en 1969, exactement le 10 décembre pour un match amical entre l'Angleterre et le Portugal.
Depuis il n'est plus rappelé, sauf en 1972 ou il dispute les matchs préliminaires pour la Coupe du monde 1974. Depuis, il dispute tous les matchs du Portugal pour la Coupe de l'Indépendance du Brésil, ou sa nation arrive jusqu'en finale du tournoi, contre le pays organisateur le Brésil qui gagne la coupe. Au total, il y dispute une quinzaine de matches entre 1969 à 1973.
Sa dernière sélection date du 13 octobre 1973, contre la Bulgarie, qui gagna et se qualifia pour la Coupe du monde.

## Sélections
| Sélections | Date             | Stade                               | Adversaire      | Résultat | Minutes | Compétition                                              | Buts |
| ---------- | ---------------- | ----------------------------------- | --------------- | -------- | ------- | -------------------------------------------------------- | ---- |
| 1          | 10 décembre 1969 | Wembley Stadium, Londres            | Angleterre      | 1 – 0    | 90 min  | Match amical                                             | - 1  |
| 2          | 29 mars 1972     | Estádio da Luz, Lisbonne            | Chypre          | 4 – 0    | 90 min  | Tours préliminaires à la Coupe du monde de football 1974 | –    |
| 3          | 10 mai 1972      | GSP Stadium, Nicosie                | Chypre          | 0 – 1    | 90 min  | Tours préliminaires à la Coupe du monde de football 1974 | –    |
| 4          | 11 juin 1972     | Machadão, Natal                     | Équateur        | 0 – 3    | 90 min  | Coupe de l'Indépendance du Brésil                        | –    |
| 5          | 14 juin 1972     | Estádio do Arruda, Recife           | Iran            | 0 – 3    | 90 min  | Coupe de l'Indépendance du Brésil                        | –    |
| 6          | 18 juin 1972     | Estádio do Arruda, Recife           | Chili           | 1 – 4    | 90 min  | Coupe de l'Indépendance du Brésil                        | - 2  |
| 7          | 25 juin 1972     | Estádio do Arruda, Recife           | Irlande         | 2 – 1    | 45e     | Coupe de l'Indépendance du Brésil                        | - 3  |
| 8          | 29 juin 1972     | Maracanã, Rio de Janeiro            | Argentine       | 1 – 3    | 90 min  | Coupe de l'Indépendance du Brésil                        | - 4  |
| 9          | 2 juillet 1972   | Maracanã, Rio de Janeiro            | Uruguay         | 1 – 1    | 90 min  | Coupe de l'Indépendance du Brésil                        | - 5  |
| 10         | 6 juillet 1972   | Mineirão, Belo Horizonte            | URSS            | 1 – 0    | 90 min  | Coupe de l'Indépendance du Brésil                        | –    |
| 11         | 9 juillet 1972   | Maracanã, Rio de Janeiro            | Brésil          | 1 – 0    | 90 min  | Coupe de l'Indépendance du Brésil                        | - 6  |
| 12         | 3 mars 1973      | Parc des Princes, Paris             | France          | 1 – 2    | 90 min  | Match amical                                             | - 7  |
| 13         | 28 mars 1973     | Highfield Road, Coventry            | Irlande du Nord | 1 – 1    | 90 min  | Tours préliminaires à la Coupe du monde de football 1974 | - 8  |
| 14         | 2 mai 1973       | Stade national Vassil Levski, Sofia | Bulgarie        | 2 – 1    | 90 min  | Tours préliminaires à la Coupe du monde de football 1974 | - 10 |
| 15         | 13 octobre 1973  | Estádio da Luz, Lisbonne            | Bulgarie        | 2 – 2    | 90 min  | Tours préliminaires à la Coupe du monde de football 1974 | - 12 |

## Palmarès

### Atlético
- Vainqueur de II Divisão - Zona Sul : 1 fois — 1965-66

### Benfica
- Vainqueur du Championnat du Portugal : 8 fois — 1967-68, 1968-69, 1970-71, 1971-72, 1972-73, 1974-75, 1975-76, 1976-77
- Vainqueur de la Coupe du Portugal : 3 fois — 1968-69, 1969-70, 1971-72
- Finaliste de la Coupe des clubs champions européens : 1 fois — 1967-68
- Vice-champion du Championnat du Portugal : 3 fois — 1969-70, 1973-74, 1978-79
- Finaliste de la Coupe du Portugal : 3 fois — 1970-71, 1973-74, 1974-75
- Finaliste du Trophée Ramón de Carranza : 1 fois — 1972

### Portugal
- Finaliste de la Coupe de l'Indépendance du Brésil : 1 fois — 1972